# 佛羅倫斯 (紐約州)
佛羅倫斯（英語：Florence）是一個位於美國紐約州奧奈達縣的鎮。

## 人口
根據2020年美國人口普查的數據，佛羅倫斯的面積為142.49平方千米，當中陸地面積為142.25平方千米，而水域面積為0.24平方千米。當地共有人口1284人，而人口密度為每平方千米9人。